# UKS SMS Łódź (piłka nożna kobiet)
Grot SMS Łódź – kobiecy klub piłki nożnej z Łodzi. Mistrz Polski w sezonie 2021/2022.

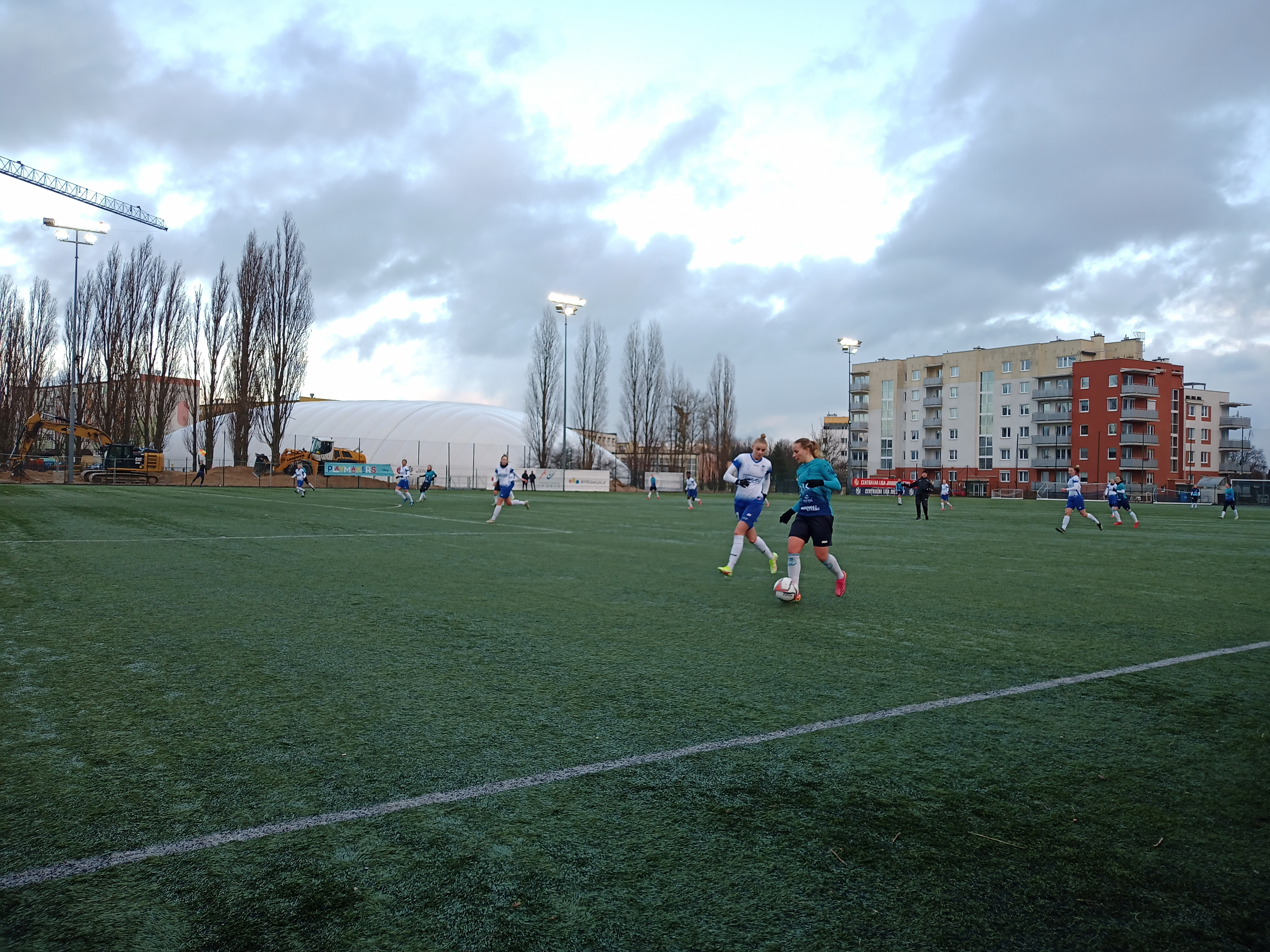
Mecz KKP Bydgoszcz v UKS SMS Łódź, 2022

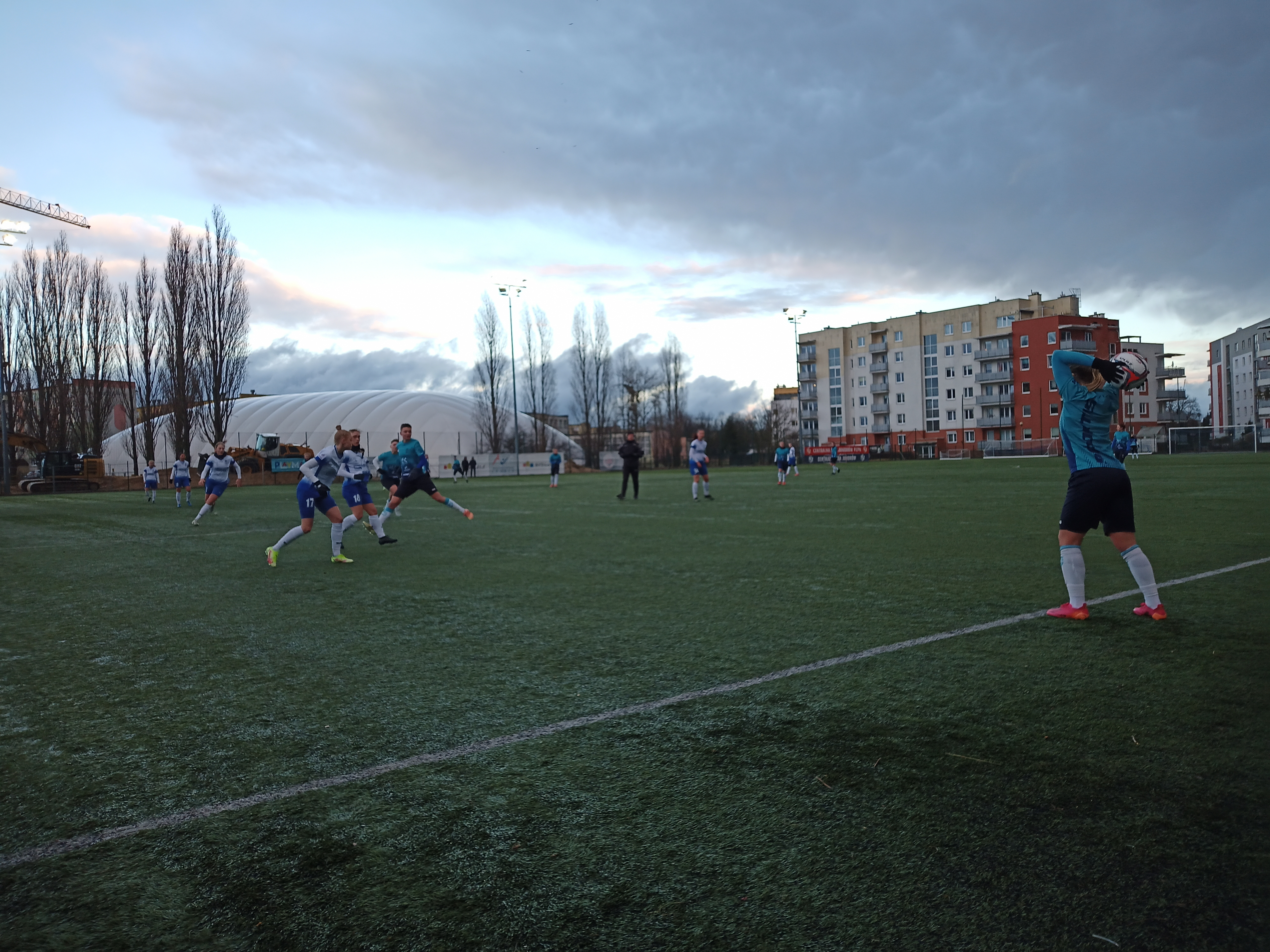
Mecz KKP Bydgoszcz v UKS SMS Łódź, 2022

## Historia
Szkoła mistrzostwa sportowego została założona 18 października 1997. Sekcja piłkarska kobiet UKS SMS powstała w 2012. Drużyna rozpoczęła rozgrywki od szczebla II ligi. Do I ligi awansowała w 2013, osiągając w niej II miejsce w 2015. Od 2016 zespół prowadzi trener Marek Chojnacki, w tym samym sezonie drużyna osiągnęła I miejsce w I lidze oraz awansowała do Ekstraligi. W sezonie 2019/2020 głównym sponsorem tytularnym klubu została pochodząca z Łodzi firma Transfer Multisort Elektronik. W sezonie 2020/2021 zdobyła wicemistrzostwo Polski, a w sezonie 2021/2022 mistrzostwo Polski.Od sezonu 2024/2025 sponsorem tytularnym klubu jest ZPM Grot.
W 2023 roku drużyna po raz pierwszy wywalczyła Puchar Polski.

## Kadra
Stan na dzień 19 sierpnia 2022.
| Nr | Poz. | Piłkarz                       |
| -- | ---- | ----------------------------- |
| 1  | BR   | Oliwia Szperkowska            |
| 3  | PO   | Justyna Libera                |
| 5  | NA   | Klaudia Jedlińska             |
| 6  | PO   | Gabriela Grzybowska (kapitan) |
| 7  | NA   | Paulina Filipczak             |
| 9  | NA   | Dominika Kopińska             |
| 10 | PO   | Anna Rędzia                   |
| 12 | OB   | Yurina Enjo                   |
| 13 | PO   | Wiktoria Skrzypińska          |
| 13 | OB   | Oliwia Silny                  |
| 14 | PO   | Marta Miś                     |
| 14 | PO   | Nadia Krezyman                |
| 15 | OB   | Małgorzata Lichwa             |
| 17 | NA   | Dominika Gąsieniec            |

| Nr | Poz. | Piłkarz             |
| -- | ---- | ------------------- |
| 18 | PO   | Oliwia Malesa       |
| 20 | PO   | Ernestina Abambila  |
| 21 | BR   | Oliwia Macała       |
| 24 | BR   | Danuta Paturaj      |
| 24 | OB   | Ewelina Piórkowska  |
| 26 | OB   | Wiktoria Zieniewicz |
| 31 | NA   | Wiktoria Orłowska   |
| 35 | PO   | Oliwia Domin        |
| 37 | OB   | Julia Kolis         |
| 40 | BR   | Amelia Niedzielska  |
| 41 | PO   | Julia Olkiewicz     |
| 45 | OB   | Oliwia Baldyga      |
| 50 | NA   | Natalia Rohn        |
| 54 | PO   | Magdalena Dąbrowska |

Źródło: ekstraliga.statcore.com.

## Występy w europejskich pucharach
Po mistrzostwie polski zdobytym w sezonie 2021/2022 drużyna otrzymała promocje do kwalifikacji Ligi Mistrzów. W pierwszej rudzie rozgrywek TME SMS Łódź zmierzył się na Stadionie Miejskim w Łodzi z belgijskim RSC Anderlecht. Mecz zakończył się porażką 2:3. W meczu o trzecie miejsce zespół pokonał mistrzynie Litwy - FC Gintra 1:0
| Sezon   | Rozgrywki     | Runda                | Przeciwnik     | Wynik |
| ------- | ------------- | -------------------- | -------------- | ----- |
| 2022/23 | Liga Mistrzów | 1-Półfinał           | RSC Anderlecht | 2:3   |
| 2022/23 | Liga Mistrzów | 1- Mecz o 3. Miejsce | FC Gintra      | 1:0   |

## Trofea krajowe
| \| \| Zdobyte trofea w rozgrywkach Polski (stan na 10 czerwca 2023) \| |                                                               |      |          |
| Rozgrywki                                                              | Osiągnięcie                                                   | Razy | Sezon(y) |
| Mistrzostwo                                                            | I miejsce                                                     | 1    | 2022     |
| Mistrzostwo                                                            | II miejsce                                                    | 1    | 2021     |
| Mistrzostwo                                                            | III miejsce                                                   | 1    | 2023     |
| Puchar                                                                 | zdobywca                                                      | 1    | 2023     |
| Puchar                                                                 | finalista                                                     | 1    | 2021     |
| I liga kobiet                                                          | I miejsce                                                     | 1    | 2016     |
| I liga kobiet                                                          | II miejsce                                                    | 1    | 2015     |
| Polska                                                                 | Zdobyte trofea w rozgrywkach Polski (stan na 10 czerwca 2023) |      |          |

## Sukcesy indywidualne
- Królowe strzelców polskiej ligi

| Sezon       | Imię i nazwisko   | Liczba bramek |
| ----------- | ----------------- | ------------- |
| Ekstraklasa |                   |               |
| 2021/2022   | Dominika Kopińska | 20            |
| 2022/2023   | Dominika Kopińska | 20            |